# Brachystegia cynometroides
Brachystegia cynometroides är en ärtväxtart som beskrevs av Hermann August Theodor Harms. Brachystegia cynometroides ingår i släktet Brachystegia och familjen ärtväxter. IUCN kategoriserar arten globalt som livskraftig. Inga underarter finns listade i Catalogue of Life.